# Auguste Odier
Auguste Odier est un chimiste français qui, en 1823, isola des exosquelettes d'arthropodes, un résidu insoluble, qu'il nomma « chitine », du grec chiton, signifiant « tunique », par analogie avec la coquille protectrice des arthropodes.

## Publications
- Mémoire sur la composition chimique des parties cornées des insectes [2].